# Ulla Wiggen
Ulla Elisabet Wiggen, ogift Goldschmidt, född 27 november 1942 i Hedvig Eleonora församling i Stockholm, är en svensk konstnär och psykoterapeut.
Ulla Wiggen utbildade sig vid Konstfack i Stockholm 1962–1963, Kungliga konsthögskolan i Stockholm 1967–1972, Nordiskt psykoterapeutiskt kollegium 1972–1974 och psykologutbildningen vid Stockholms universitet 1978–1986. Hon intresserade sig tidigt för måleri baserat på linjer och mönster i elektroniska komponenter. Hon kom i början av 1960-talet i kontakt med elektronmusik via musiker verksamma i Fylkingen, bland dem ingenjören Stig Carlsson och Fylkingens ordförande Knut Wiggen, som hon också var gift med en tid. Under perioden 1964–1967 var hon verksam som assistent till Öyvind Fahlström i New York och Stockholm. Hon arbetade med motivkretsen baserad på elektronik under åren 1963–1969 och skiftade efter det till porträttbaserat måleri, vilket hon fortsatte med fram till mitten av 1990-talet. Sedan 2012 arbetar hon med målningar som hämtar motiv från kroppens insida. De uppmärksammade målningarna med elektronikmotiv från 1960-talet har sedan 2011 rönt förnyat intresse, bland annat genom separatutställningen på Moderna Museet 2013.
Ulla Wiggen är dotter till ingenjören Jan Goldschmidt och Marianne Blomdahl (omgift Tunefors). Ulla Wiggen var 1962–1967 gift med tonsättaren Knut Wiggen och levde sedan tillsammans med professorn, författaren och konstkritikern Peter Cornell från slutet av 1960-talet, och paret var under perioden 1971–1975 även gifta. Därefter var hon under en period från 1983 sambo med konsulten Mats Lindström (född 1934). Hon fick en dotter i andra äktenskapet: Ellen Cornell (1971–1980).

## Separatutställningar
- Galleri Prisma Stockholm 1968
- Gävle museum 1972
- Krognoshuset Lund 1973
- Galleri Belle Västerås 1974
- Ynglingagatan 1 Stockholm 1995
- Moderna Museet Stockholm 2013
- S.P.G. Stockholm 2015
- Galleri Belenius Stockholm 2018

## Stipendier
- Jenny Linds resestipendium 1968
- Arbetsstipendium Konstnärsnämnden 1971-73
- Arbetsstipendium Konstnärsnämnden 2017

## Priser och utmärkelser
- Kungliga Akademien för de fria konsternas akvarellpris ur Axel Thefron Sandbergs fond. 2016
- 2022 – Ganneviksstipendiet

## Representerad
- Moderna Museet[4], Stockholm
- Norrköpings Konstmuseum[5]
- Västerås Konstmuseum
- Gävle Museum
- Malmö Konstmuseum
- Borås Konstmuseum
- Lunds Universitets Konstsamling
- Bonnierska porträttsamlingen Stockholm
- Stockholms Universitets konstsamling
- Skissernas museum
- Stockholm konst
- Statens konstråd

## Offentliga uppdrag i urval
- Stockholms Universitet: porträtt av Inge Jonsson 1994
- Socialstyrelsen, Stockholm: porträtt av Barbro Westerholm 1986
- P C Jersild för Bonnierska porträttsamlingen, Stockholm 1978
- Nya T-Centralen (målningarna flyttade till Spårvägsmuseet, Stockholm), Stockholm 1975
- Biblioteket på Hjulstaskolan, Hjulsta 1971
- Ella Hillbäck och Östen Sjöstrand för Bonnierska porträttsamlingen Stockholm 1970

## Konstvetenskapliga uppsatser
- Ht 2017  "Kretsmaskiner - Ulla Wiggens måleri i skärningspunkten mellan kropp och maskin", Katya Sandomirskaja. Magisteruppsats i Konstvetenskap, Södertörns högskola.
- Ht 1986  "Visioner av harmoni - ett besök i Ulla Wiggens bildvärld" Göran Ståhle, Konstvetenskap 40 poäng.